# Podnebí Ruska

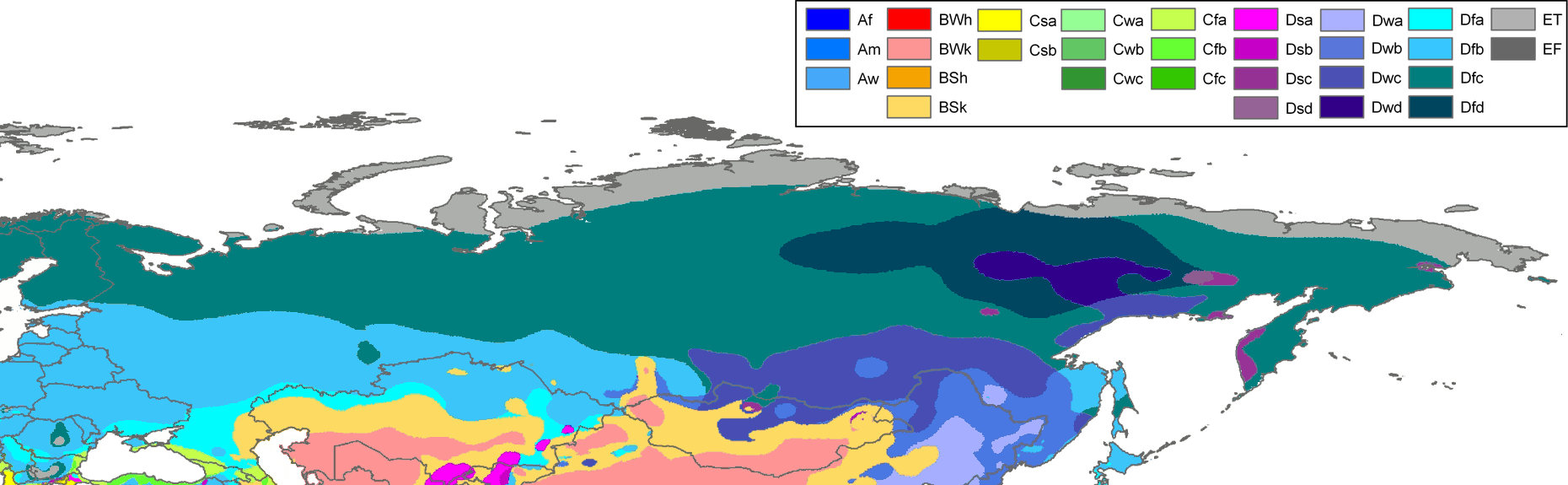
Klimatická mapa Ruska podle Köppenovy klasifikace.

Podnebí Ruska je vzhledem k velikosti státu různorodé. Země leží v několika podnebných pásech od polárního ledového v zemi Františka Josefa, po subtropické pásmo na pobřeží Černého a Kaspického moře. V Rusku se nachází místo, kde byla naměřena nejnižší teplota na severní polokouli a to v Ojmjakonu v Jakutské republice. I přesto, že jsou ruské zimy na drtivé většině území kruté, léta bývají teplá a na jihu západosibiřské roviny a mezi Černým a Kaspickým mořem mohou být i velmi horká. Většina území Ruska leží v subpolárním podnebném pásu. V zimě je v celém Rusku trvalá (alespoň několik dní za sebou) sněhová pokrývka (vyjma černomořského pobřeží).

## Evropská část (od Baltického moře po Ural)
V této části Ruska je oproti zbytku území zimní počasí mírnější; i přesto, že je průměrná lednová teplota asi o 3–4 stupně nižší než v Česku, nebývají nejnižší teploty v roce o moc nižší než na většině českého území. Rozdíl je v trvání mrazivého počasí, které nepřerušují, tak časté teplé fronty ze západu a tak mrazy v Česku trvající maximálně týden, mohou v Moskvě přetrvávat i po dobu 2–4 týdnů. Léto je v okolí Moskvy podobně teplé jako na Moravě, ale směrem na jih od Moskvy jsou léta teplejší a výrazně sušší. Směrem na sever naopak chladnější a deštivější. Směrem dále za Moskvu se kontinentálnost počasí zesiluje.

### Příklady
| Město     | Průměrná měsíční teplota v Lednu, °C | Průměrná měsíční teplota v Červenci, °C | Průměrná roční teplota, °C | Nejvyšší naměřená teplota, °C | Nejnižší naměřená teplota, °C | Množství srážek za rok, mm |
| --------- | ------------------------------------ | --------------------------------------- | -------------------------- | ----------------------------- | ----------------------------- | -------------------------- |
| Moskva    | −6,7                                 | 19,2                                    | 5,8                        | 38,2                          | –42,1                         | 707                        |
| Saratov   | −5,8                                 | 18,8                                    | 5,8                        | 37,1                          | –35,9                         | 662                        |
| Petrohrad | −10                                  | 12,9                                    | 0,6                        | 32,9                          | –39,4                         | 494                        |
| Perm      | −12,8                                | 18,7                                    | 2,7                        | 37,2                          | –47,1                         | 657                        |

## Kaspicko-černomořská oblast
Černomořské pobřeží suchem nijak extrémně netrpí, ale směrem k východu srážek ubývá a u pobřeží Kaspického moře je dokonce polopoušť. Naopak v podhůří Kavkazu jsou srážky časté. Kromě Kavkazu je tato oblast velmi teplá a u černomořského pobřeží neklesají ani průměrné lednové teploty pod bod mrazu. Směrem do vnitrozemí a na východ se ale v zimním období ochlazuje. Léta jsou zde nejteplejší v celém Rusku a letní teploty mohou dosahovat až 40 stupňů Celsia.

### Příklady
| Město     | Průměrná měsíční teplota v Lednu, °C | Průměrná měsíční teplota v Červenci, °C | Průměrná roční teplota, °C | Nejvyšší naměřená teplota, °C | Nejnižší naměřená teplota, °C | Množství srážek za rok, mm |
| --------- | ------------------------------------ | --------------------------------------- | -------------------------- | ----------------------------- | ----------------------------- | -------------------------- |
| Soči      | 6                                    | 23,6                                    | 14,2                       | 39,4                          | –13,4                         | 1684                       |
| Astrachaň | −3,7                                 | 27,9                                    | 10,5                       | 42,6                          | –37,7                         | 233                        |
| Volgograd | −6,7                                 | 23,5                                    | 8,1                        | 41,1                          | –32,6                         | 347                        |

## Západosibiřská rovina
Je sušší než evropská část, roční srážkové úhrny jsou kolem 500 mm. Za pohořím Ural zimní mrazy velmi zesilují a –30 °C tam není žádná výjimka. Letní počasí je podobné jako v evropské části. Převládá slunečné počasí.

### Příklady
| Město  | Průměrná měsíční teplota v Lednu, °C | Průměrná měsíční teplota v Červenci, °C | Průměrná roční teplota, °C | Nejvyšší naměřená teplota, °C | Nejnižší naměřená teplota, °C | Množství srážek za rok, mm |
| ------ | ------------------------------------ | --------------------------------------- | -------------------------- | ----------------------------- | ----------------------------- | -------------------------- |
| Omsk   | –16,3                                | 19,6                                    | 2,1                        | 40,4                          | –45,5                         | 415                        |
| Surgut | −20                                  | 18,2                                    | –1,7                       | 34,7                          | –55,2                         | 580                        |

## Sibiř
Sibiř je především hornatá a proto je vlhčí než zbytek Ruska. Léta v povodí řeky Leny a na jižní Sibiři jsou teplá (průměrná červencová teplota je kolem 20 °C), ale zbytek Sibiře je kvůli své vyšší nadmořské výšce o mnoho studenější. Jihovýchodní Sibiř (u Mandžuska) je zajímavá tím, že se v ní střídají horká a velmi deštivá léta se slunečnými a suchými zimami. Horské oblasti na severovýchod od řeky Leny jsou extrémně studené, nejstudenější místo je zde Ojmjakon, kde je průměrná lednová teplota –46,4 °C.

### Příklady
| Město       | Průměrná měsíční teplota v Lednu, °C | Průměrná měsíční teplota v Červenci, °C | Průměrná roční teplota, °C | Nejvyšší naměřená teplota, °C | Nejnižší naměřená teplota, °C | Množství srážek za rok, mm |
| ----------- | ------------------------------------ | --------------------------------------- | -------------------------- | ----------------------------- | ----------------------------- | -------------------------- |
| Čita        | –25,1                                | 18,7                                    | –1,4                       | 43,2                          | –49,6                         | 350                        |
| Vladivostok | −12,3                                | 19,8                                    | 4,9                        | 33,6                          | –31,4                         | 818                        |
| Ojmjakon    | −46,4                                | 14,9                                    | –15,5                      | 34,6                          | –65,4                         | 212                        |

## Pobřeží a ostrovy v Severním ledovém oceánu
V těchto místech je polární nebo subpolární klima. Teploty jsou zde stálejší, v zimě do –30 °C, na východě do –40 °C a v létě jsou maximální denní teploty v nejteplejších dnech okolo 20 °C. Na ostrovech jsou léta chladnější. Na území Nové Země bývá okolo 10 °C a na souostroví Františka Josefa letní teploty nedosahují ani 5 °C. Letní teploty jsou většinou nedostatečné k tomu, aby zde mohly vegetovat větší rostliny a stromy.

### Příklady
| Město                 | Průměrná měsíční teplota v Lednu, °C | Průměrná měsíční teplota v Červenci, °C | Průměrná roční teplota, °C | Nejvyšší naměřená teplota, °C | Nejnižší naměřená teplota, °C | Množství srážek za rok, mm |
| --------------------- | ------------------------------------ | --------------------------------------- | -------------------------- | ----------------------------- | ----------------------------- | -------------------------- |
| Země Františka Josefa | –22,7                                | 0,7                                     | –12,4                      | 10                            | –44,4                         | 238                        |
| Murmansk              | −10                                  | 12,9                                    | 0,6                        | 32,9                          | –39,4                         | 494                        |
| Volgograd             | −25                                  | 14,1                                    | –9,6                       | 32                            | –53,1                         | 341                        |

## Galerie

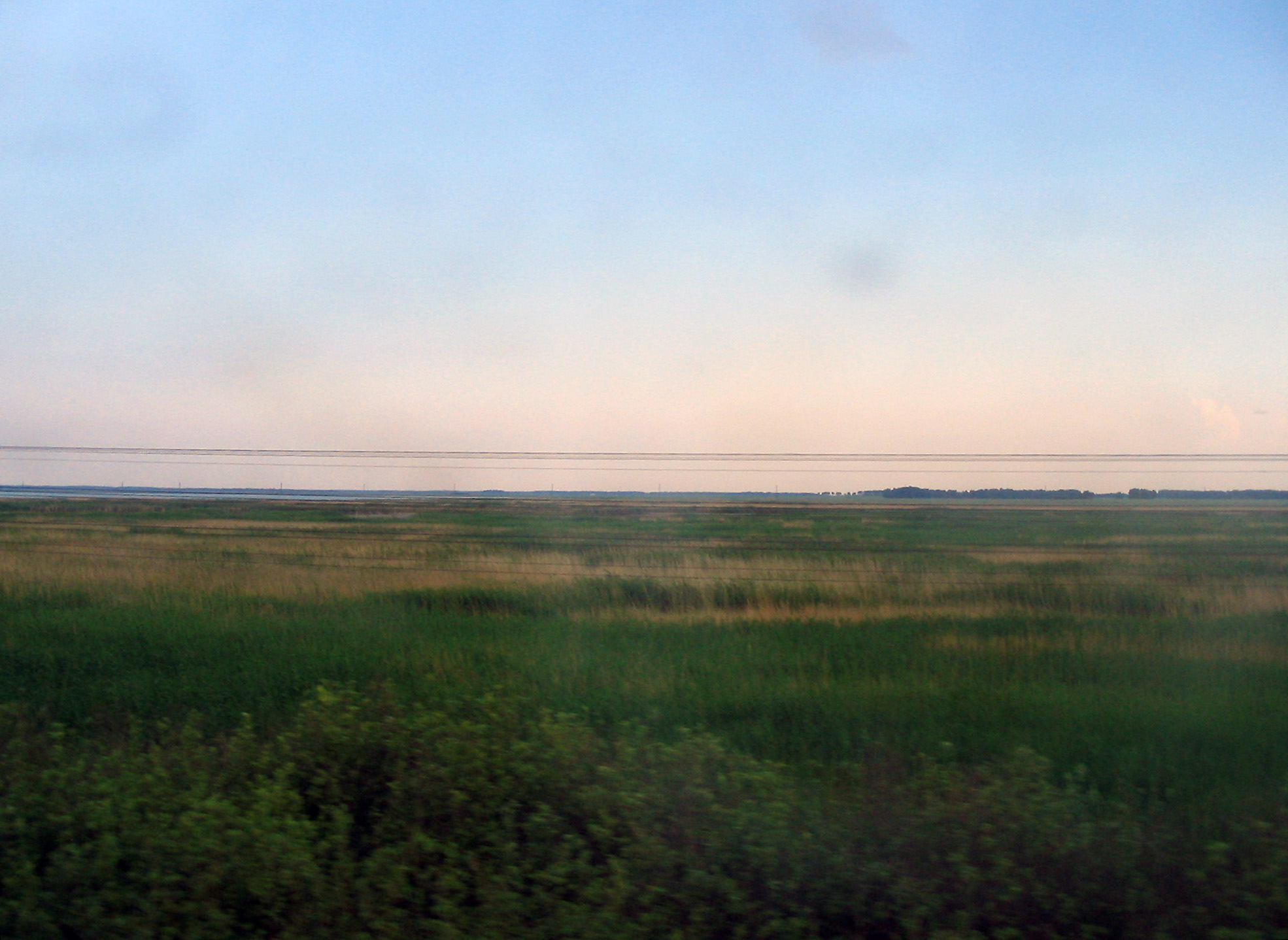
Na jihozápadní Sibiři jsou kvůli krutému podnebí hlavně stepi.
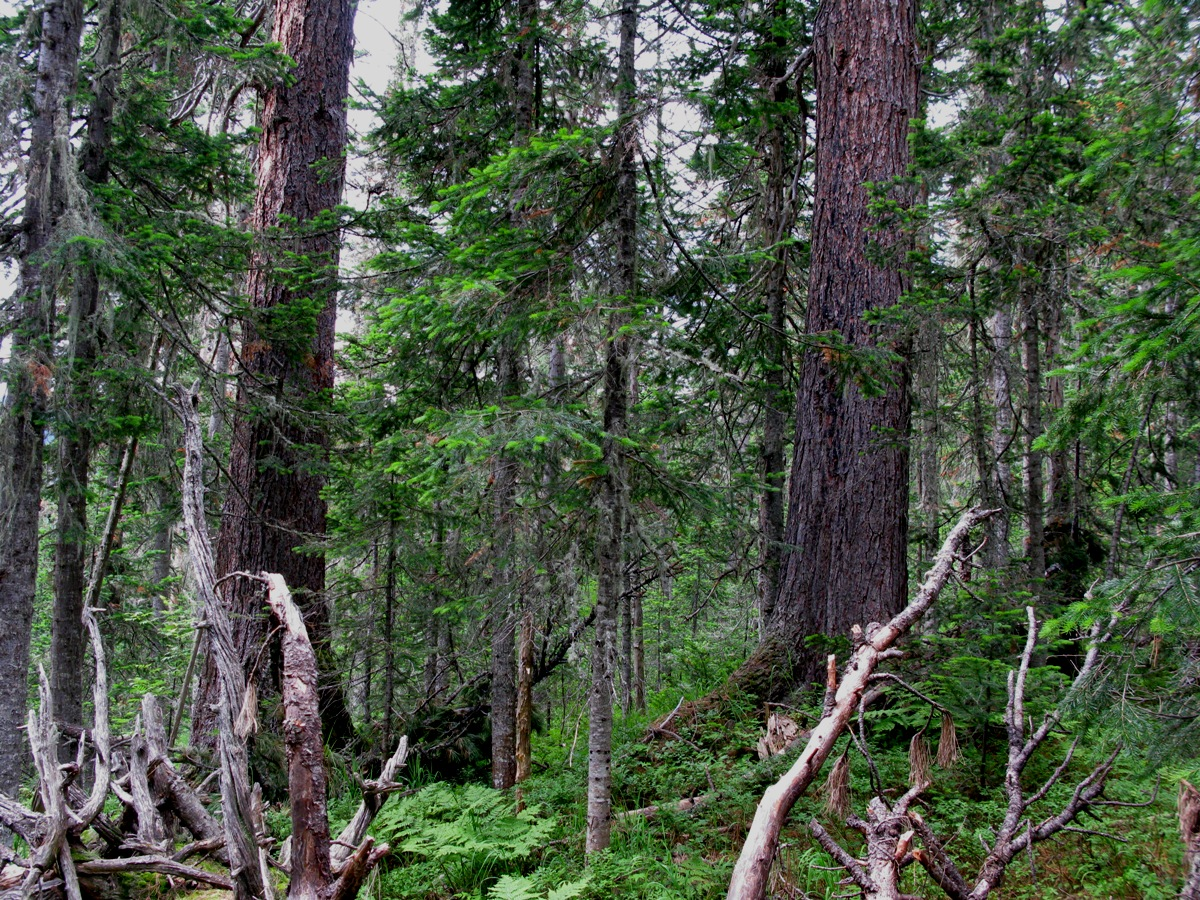
Skoro přes celé Rusko se táhne na severu pás tajgy.
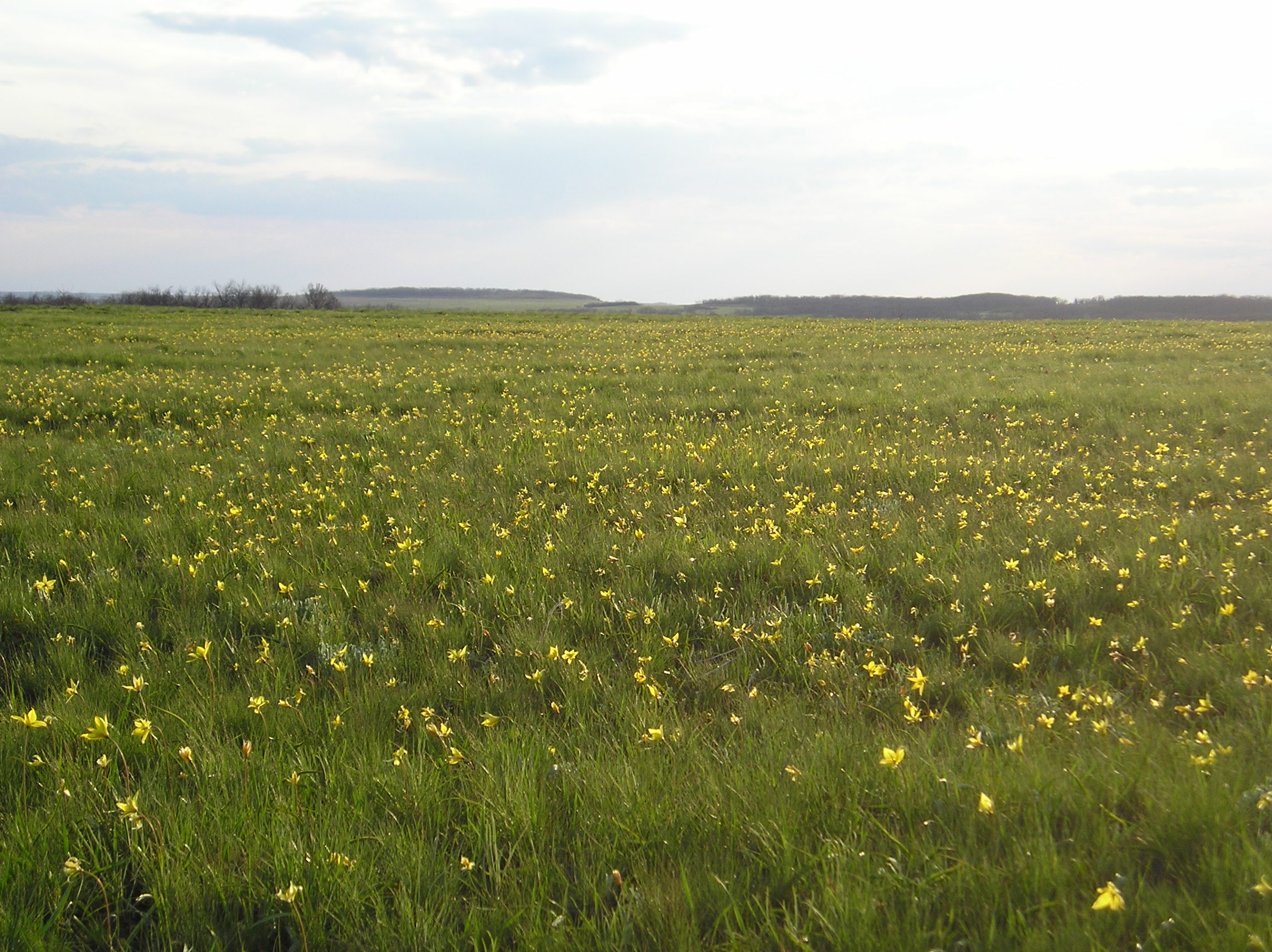
Jarní step u Volgogradu.
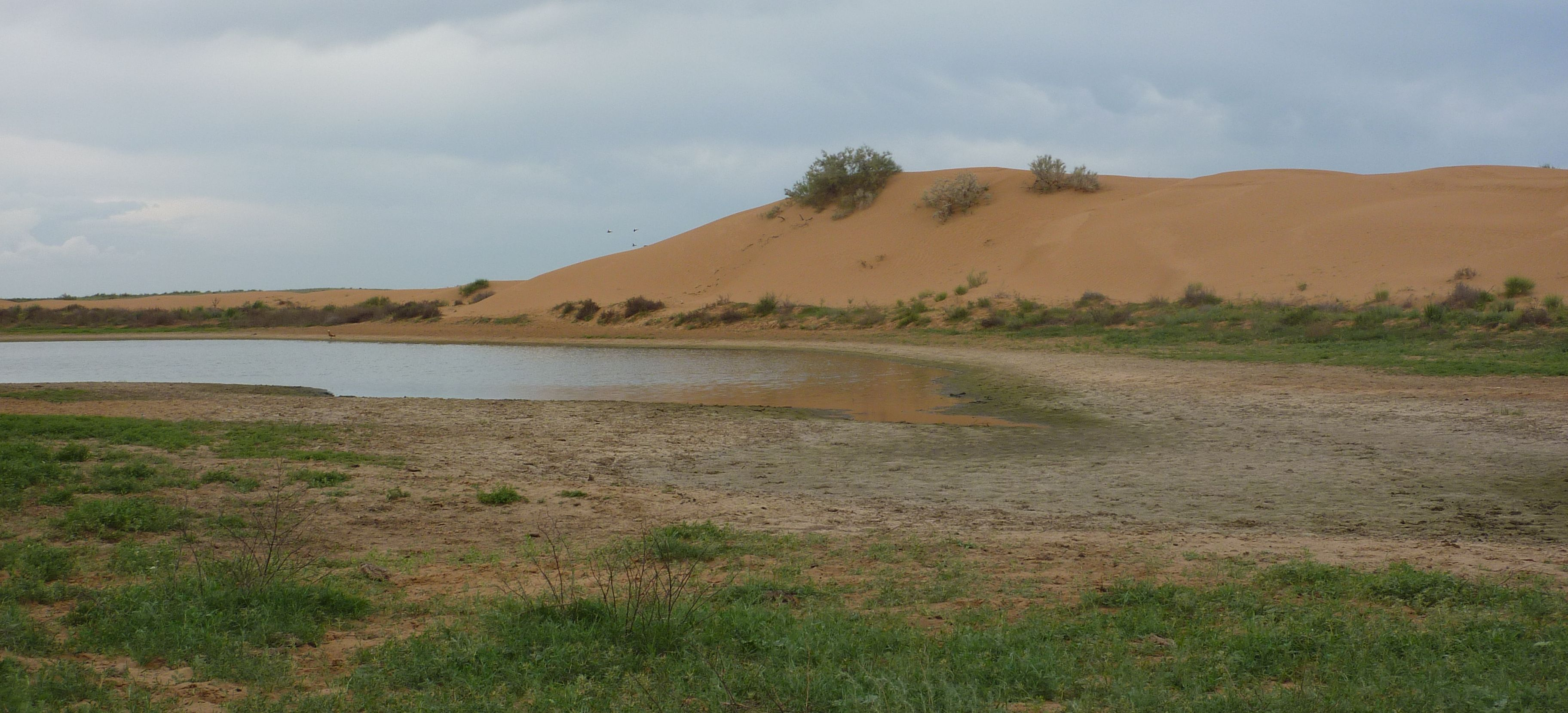
Vyprahlá krajina u Astrachaně.
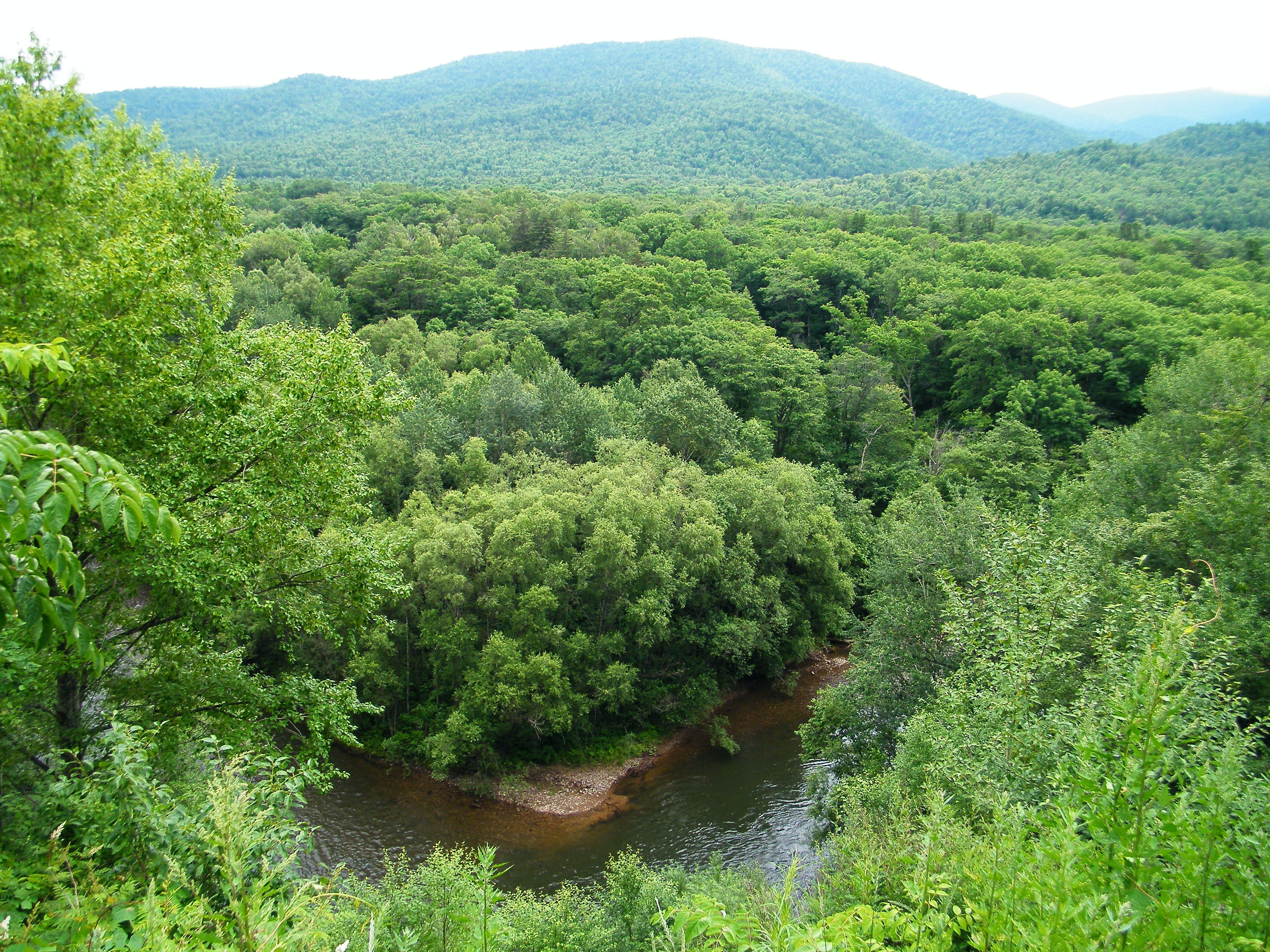
Přestože jsou zimy v Přímořském kraji kruté, přes léto je tu pro růst lesů velmi příznivé klima.
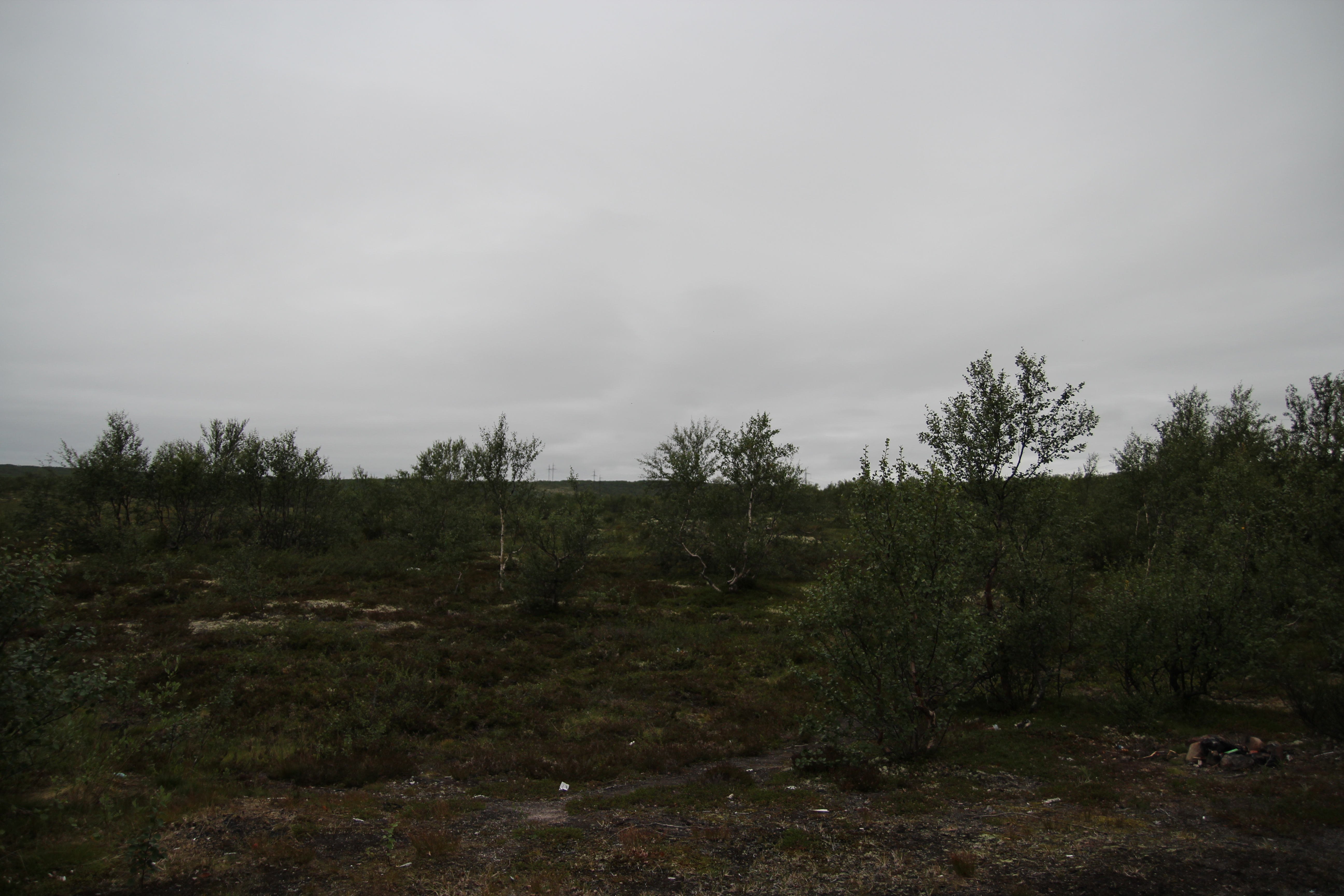
Lesotundra na severu.
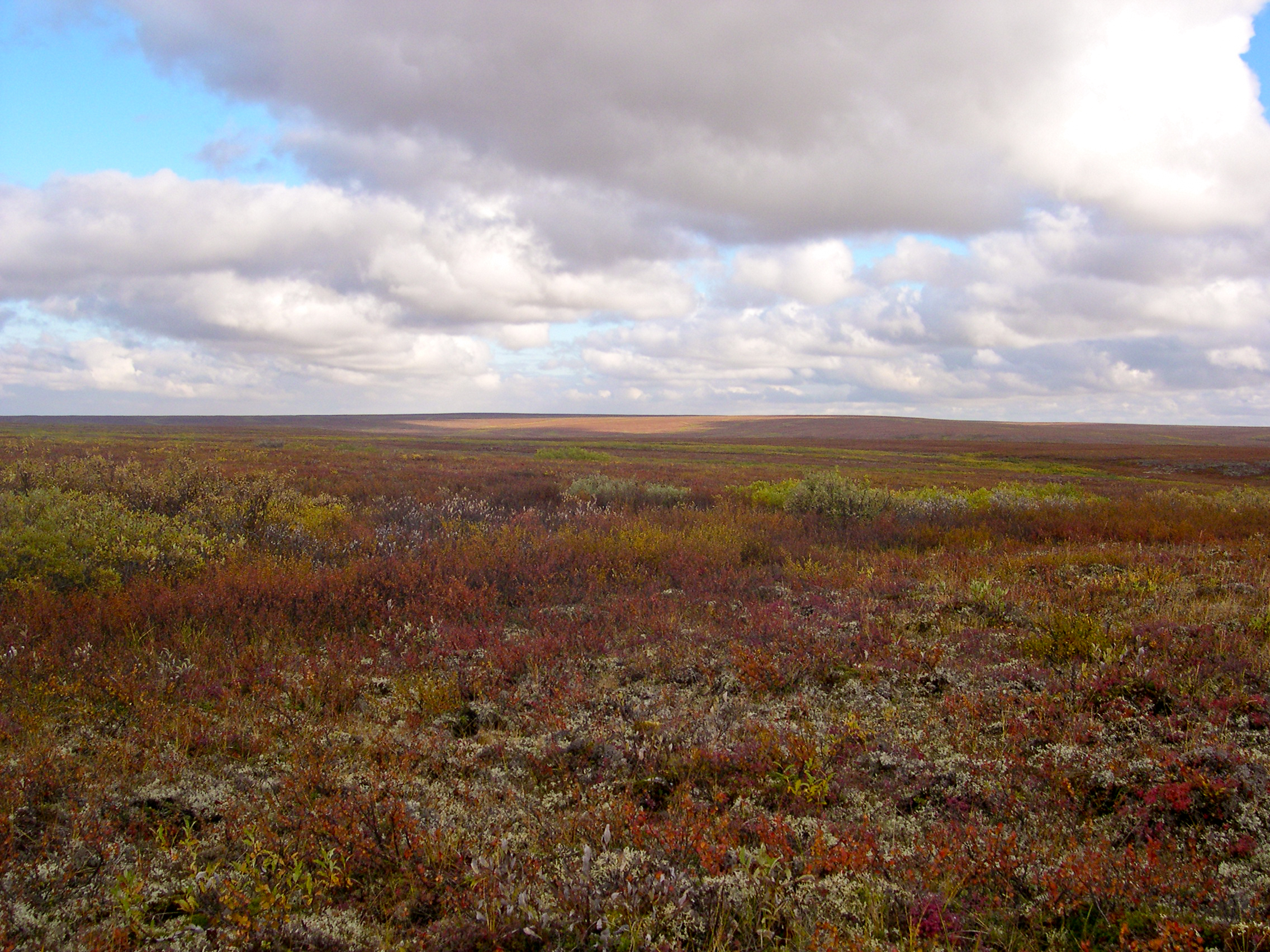
Tundra na severu Ruska.